# Schlanker Glatthai
Der Schlanke Glatthai (Gollum attenuatus) ist eine Art der Gattung Gollum innerhalb der nur aus vier Arten bestehenden Familie Pseudotriakidae.

## Merkmale
Der Schlanke Glatthai erreicht eine maximale Körperlänge von etwa 110 Zentimetern. Es handelt sich um einen sehr schlanken Hai mit einer einheitlichen grauen Körperfarbe und langem Schwanz. Die Augen sind langoval und groß, sie besitzen eine Nickhaut. Die Schnauze ist lang und spitz zulaufend. Das Tier besitzt kleine Nasenklappen unterhalb der Nasenlöcher und kurze Labialfurchen. Das Spritzloch ist sehr klein ausgebildet. In jedem Kiefer befinden sich zahlreiche kleine Zähne (ca. 120 Zahnreihen pro Kieferhälfte).

## Verbreitung

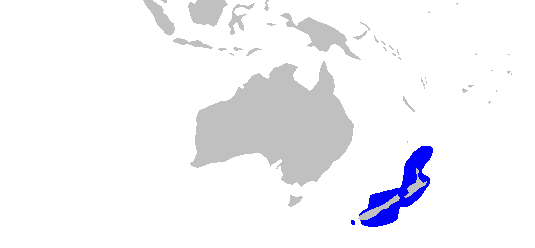
Verbreitungsgebiete des Schlanken Glatthais

Der Schlanke Glatthai ist im Tiefseegebiet nahe den Küsten rund um Neuseeland verbreitet. Er lebt abseits des Schelfgebietes an den Kontinentalabhängen und im Bereich unterseeischer Berge in Tiefen von 130 bis 730 Metern, vor allem zwischen 300 und 600 Metern Tiefe.

## Lebensweise
Der Schlanke Glatthai ist lebendgebärend (Ovoviviparie), wobei die Jungtiere von Eiern ernährt werden (Oophagie). Pro Wurf werden nur jeweils zwei Jungtiere geboren. Die Haie ernähren sich wahrscheinlich von Knochenfischen, anderen kleinen Haien, Rochen und Wirbellosen.

## Gefährdung
Die International Union for Conservation of Nature (IUCN) stuft diesen Hai als nicht gefährdet („Least Concern“) ein. Über die Populationsgröße liegen keine Daten vor und der Hai wird gelegentlich als Beifang bei der Boden- und Schleppnetzfischerei gefangen, allerdings liegt der größte Teil seines Verbreitungsgebietes unterhalb der Fischereitiefe, weshalb von einem geringen Fischereidruck auf die Population ausgegangen wird.